# Narathu
Narathu (birm. နရသူ /nəɹəθù/; 1118–1171) – król z birmańskiej dynastii Paganu panujący w latach 1167–1171.
Narahthu objął tron po zamordowaniu swego ojca, króla Alaungsithu, oraz starszego brata, Min Shin Sawa. Na jego polecenie wzniesiono największą ze wszystkich świątyń Paganu – Dhammayangyi. Mimo to, jego zachowanie obniżyło znacznie prestiż dynastii, a sam król był bardzo nielubiany. Został on zamordowany przez najemników wysłanych przez władcę Pateikkaya w 1171 r.

## Wczesne lata życia
Narathu był drugim synem króla Alaungsithu i jego królowej-żony, córki Dhamma Kyina, ministra na dworze króla Kyanzitthy. Kroniki nie są zgodne co do dat związanych z jego życiem i panowaniem. Poniższa tabela przedstawia daty podawane przez cztery najważniejsze kroniki.
| Kronika            | Urodzenie–Śmierć | Długość życia | Panowanie | Długość panowania |
| ------------------ | ---------------- | ------------- | --------- | ----------------- |
| Zatadawbon Yazawin | 1118–1170        | 52            | 1167–1170 | 3                 |
| Maha Yazawin       | 1114–1161        | 47            | 1158–1161 | 3                 |
| Yazawin Thit       | 1117–1171        | 54            | 1168–1171 | 3                 |
| Hmannan Yazawin    | 1123–1171        | 48            | 1167–1171 | 4                 |

Przez większość panowania Alaungsithu Narathu był starszym księciem, podczas gdy najstarszy syn króla, Min Shin Saw, był księciem następcą tronu. Jednak Min Shin Saw wszedł w poważny konflikt ze swym ojcem i został zesłany na wygnanie nad jezioro Aung Pinle (w pobliżu dzisiejszego Mandalaj). Gdy Min Shin Saw trafił na wygnanie, Narathu zaczął przygotowywać się do przejęcia tronu. Na swoim ojcu wywarł dobre wrażenie sprawnym zarządzaniem codziennymi sprawami królestwa. Wkrótce zdobył sobie na dworze pozycję faktycznego następcy tronu.

## Objęcie tronu
Gdy w 1167 r. Alaungsithu nagle zachorował, Narathu kazał przenieść go do świątyni Shwegugyi, wzniesionej przez króla w 1131 r. Według kronik, gdy Sithu odzyskał świadomość i dowiedział się, że został odsunięty od tronu, wpadł we wściekłość. Wówczas Narathu wszedł do jego pokoju i zarzucił koc na głowę złożonego chorobą ojca dusząc go w ten sposób.
Ciągle jednak musiał poradzić sobie z Min Shin Sawem, który nadciągał z armią by zażądać tronu. Narathu łatwo się na to zgodził, osobiście przewodząc ceremonii koronacji Min Shin Sawa. Po jej zakończeniu Min Shin Saw został otruty gdy spożywał swój pierwszy królewski posiłek.

## Panowanie
Postępowanie Narathu obniżyło prestiż dynastii, a sam król był bardzo nielubiany. Przytłoczony ciężarem win zamknął się on w pałacu. By odkupić swoje grzechy kazał wznieść największą ze wszystkich świątyń Paganu – Dhammayangyi.
Jednak nowy król nie potrafił poskromić swego gwałtownego charakteru – podczas jednego ze swych napadów gniewu zabił gołymi rękoma własną żonę. Królowa była córką władcy Pateikkaya, wasalnego królestwa położonego w zachodnim Bengalu lub w okolicach dzisiejszego stanu Czin. W 1171 r. król Pateikkaya posłał grupę ośmiu zabójców przebranych za bramińskich astrologów. Ósemce tej udało się dostać na audiencję u króla, na którą wnieśli ukryte w swoich strojach miecze. Bez trudu zarąbali oni Narathu. Gdy na pomoc swemu władcy rzuciła się gwardia pałacowa, wszyscy oni popełnili samobójstwo.
Według teorii zaproponowanej przez Gordona Luce’a, Narathu mógł zostać zabity w 1165 r. przez siły pochodzące z Cejlonu. Teoria ta została jednak zdecydowanie odrzucona przez Htin Aunga jako oparta jedynie na przypuszczeniach.